# Nino Haratisvili
Nino Haratisvili (Tbiliszi, 1983. június 8. –) grúz származású német regényíró, drámaíró és színházi rendező. Számos díjat kapott, többek között az Adelbert von Chamisso-díjat, a Kranichsteiner Irodalmi Díjat és a Német Üzleti Kulturális Kör irodalmi díját díjat.
Haratischwili a grúziai Tbilisziben született és nőtt fel, ahol német nyelvű iskolába járt. A Szovjetunió összeomlását követő politikai és társadalmi káosz elől menekülve az 1990-es évek elején édesanyjával két évre Németországba költözött, ahol hetedik és nyolcadik osztályos iskolába járt. Családja ezt követően visszatért Grúziába. Később ismét Németországba költözött, hogy Hamburgban színművészeti iskolába járjon. Miután több évig színházi rendezőként dolgozott Hamburgban, 2010-ben jelent meg első könyve, a Juja. 2012-ben német állampolgár lett.
Jelenleg Hamburgban él.

## Könyvei
- Der Cousin und Bekina (The Cousin and Bekina), Katzengraben-Presse, 2001, ISBN 3-910178-36-7
- Georgia / Liv Stein. Zwei Stücke (Georgia / Liv Stein / Two Plays), Verlag der Autoren, 2009, ISBN 978-3-88661-318-2
- Juja, Novel, Verbrecher-Verlag, 2010, ISBN 978-3-940426-48-2
- Mein sanfter Zwilling (My Gentle Twin), Novel, Frankfurter Verlagsanstalt, 2011, ISBN 978-3-627-00175-9
- Zorn (Anger), Screen Play, Verlag der Autoren, 2011, ISBN 978-3-88661-342-7
- Das achte Leben (Für Brilka) (The Eighth Life (For Brilka)), Novel, Frankfurter Verlagsanstalt, 2014, ISBN 978-3-627-00208-4
  - A nyolcadik élet (Brilkának) – Európa, Budapest, 2022 · ISBN 9789635045143 · Fordította: Fekete Ágnes
- Die Katze und der General (The Cat and the General), Novel, Frankfurter Verlagsanstalt, 2018, ISBN 978-3-627-00254-1
  - Cica és a tábornok – Európa, Budapest, 2024 · ISBN 9789635049073 · Fordította: Fekete Ágnes
- The Eighth Life (For Brilka), translated by Charlotte Collins(wd) and Ruth Martin, Scribe, 2019, ISBN 978-1-911-61746-4
- L'ottava vita (per Brilka), Marsilio, Venice, 2020, ISBN 978-88-297-0506-1

## Fordítás
- Ez a szócikk részben vagy egészben  a   Nino Haratischwili című angol Wikipédia-szócikk fordításán alapul.  Az eredeti cikk szerkesztőit annak laptörténete sorolja fel. Ez a jelzés csupán a megfogalmazás eredetét és a szerzői jogokat jelzi, nem szolgál a cikkben szereplő információk forrásmegjelöléseként.